# The 3DO Company
The 3DO Company, també coneguda com a 3DO, va ser una companyia estatunidenca dedicada a la producció de videoconsoles i videojocs. Fou creada el 1991 amb la denominació SMSG, Inc. (San Mateo Software Group) per Trip Hawkins, uns dels fundadors d'Electronic Arts, juntament amb la mateixa EA, LG, Matsushita (ara anomenada Panasonic Corporation), AT&T, MCA i Time Warner.
L'empresa llançà l'octubre de 1993 la 3DO Interactive Multiplayer, una consola d'avançades prestacions tecnològiques que no reeixí comercialment a causa de la forta competència, un catàleg de jocs irregular i un elevat preu de sortida. Tot i això, 3DO havia començat a desenvolupar una consola successora, denominada M2, que no arribaria a veure la llum.
L'octubre de 1995 The 3DO Company abandonà el segment del maquinari per a esdevenir una editora de videojocs multiplataforma. Tret de títols notables com Army Men, BattleTanx, Meridian 59 o High Heat: Major League Baseball els jocs publicats per 3DO sofriren una pobra qualificació per part de la premsa especialitzada i unes escasses vendes.
L'empresa va fer fallida el maig de 2003 i la propietat intel·lectual que posseïa fou traspassada a antics rivals com Microsoft, Namco, Crave i Ubisoft. Hawkins, al seu torn, fundà l'empresa Digital Chocolate, editora de jocs per a dispositius mòbils.